# بورغراف

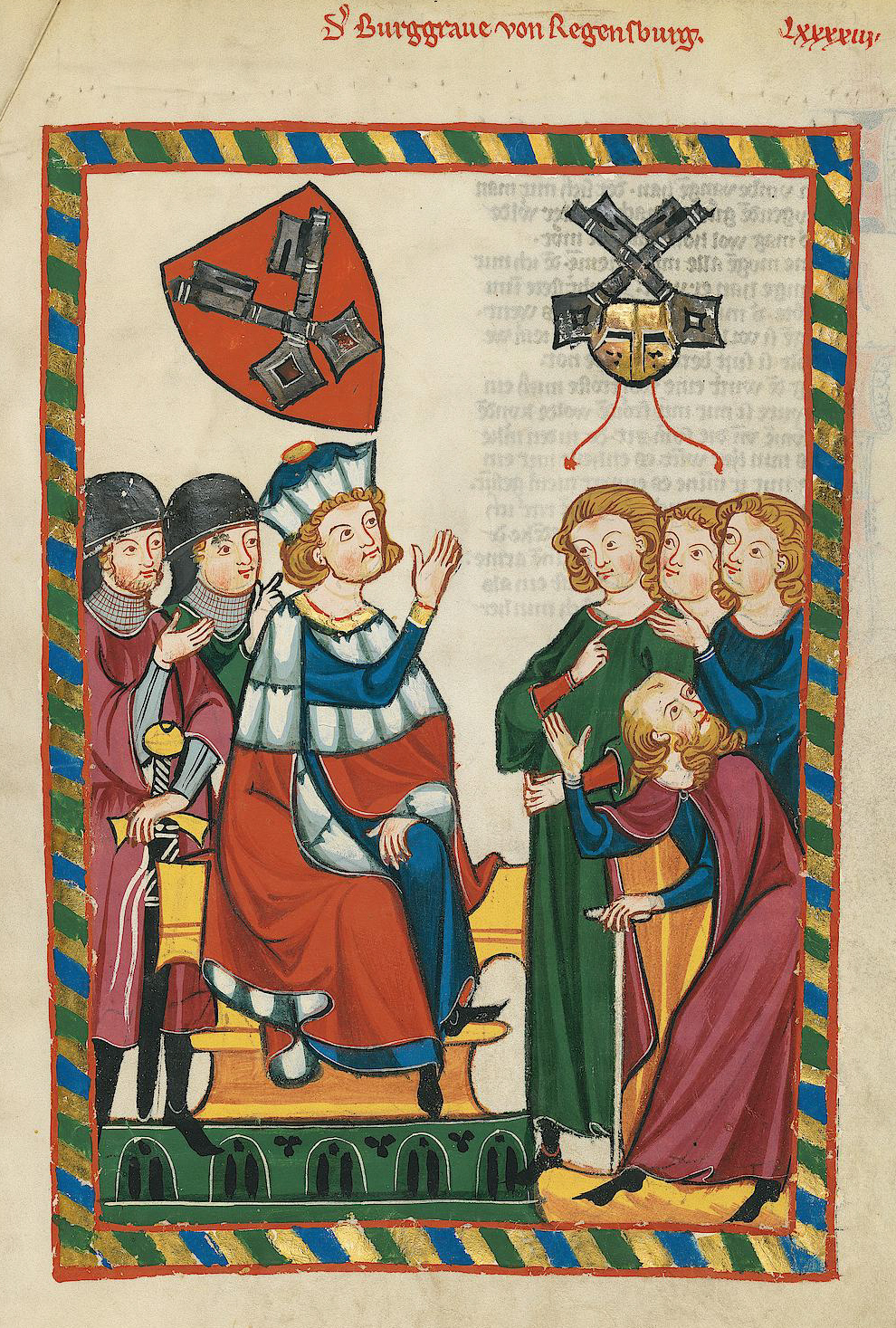
بورغراف ريغنسبورغ أثناء ترأسه لجلسة محكمة. لوحة من أوائل القرن الرابع عشر في كوديكس مانيس.

بورغراف (بالألمانية: Burggraf)‏، و(باللاتينية: burggravius, burcgravius, burgicomes)‏) كان اللقب الرسمي لحكام القلاع في فترة العصور الوسطى، وكان ذلك اللقب يطلق بشكل خاص على قلعة ملكية أو تابعة للأسقفية، وأيضاً لكل من حاكم القلعة أو لحصن أساسي أو مدينة تابعة له. ولقب البورغراف كان يماثل رتبة الكونت (بالألمانية: غراف، باللاتينية كوميس) بصلاحيات قضائية، ويخضع البورغراف للسلطة المباشرة للإمبراطور أو الملك أو لحكومة إمبراطورية إقليمية (أسقف أميري) أو لورد إقليمي. وكان اللقب قد أصبح شيئاً يورث في بعض العائلات الإقطاعية وأصبح مرتبطاً بالمنطقة التابعة أو النطاق الجغرافي التابع له، والمُسمي بورغرافية وجمعها بورغرافيات (بالألمانية: Burggrafschaft، وتُنطق بورغرافشافت، وباللاتينية: Prefectura، وتنطق بريفيكتورا). أما منصب أو وظيفة البورغراف فكان من الممكن أن يتولاها شخص يعينه الملك، أو شخصية من النبلاء أو أسقف من الكنيسة، وكانت مسئوليات البوغراف إدارية، وعسكرية وقضائية، أما البورغراف الذي كان يحكم منطقة جغرافية كبيرة، فكان من صلاحياته أيضًا صك العملة المعدنية المعتمدة في نطاق سلطته.